# オカンアート
オカンアートとは、主に中高年の主婦（母親＝おかん）が余暇を利用して創作する自宅装飾用芸術作品の総称である。

## 概要
オカンアートの具体例としては、ドアノブ飾り、刺繍入り家電カバー、タオル掛け、人形、牛乳パック工作、かみつきへび（指ハブ）などさまざま。人づてやカルチャーセンター、マスメディアなどで紹介される手芸や工芸の手法を参考に、紙や端布などの家庭内で生じる廃棄物を利用してアマチュアが制作するため、概して安っぽい見た目である。加えて制作者が飽きるまで作品が増え続け、欲しくもないのに贈られたりすることから、家族や他人からは疎まれることも多い。そのため、自己満足的な創作レベルの作品に対する皮肉（転じて制作者当人による謙遜）としてや、そのキッチュさを晒し上げて叩いて楽しむネット論壇的文脈においても用いられることがある。
具体的な起源は不明だが、主婦によるこうした創作活動は古くから全国で自然発生的になされていたと考えられる。それがオカンアートと括られて注目を集めたきっかけの一つとして、2003年3月28日に立った2ちゃんねる内「【脱力！】 オカンの芸術作品 【恐怖！】」スレッドが挙げられている。この掲示板スレッドの題・趣旨に象徴されるように、オカンアートとの呼び名は文字通り制作者を「おかん」とみなす鑑賞者、すなわち子ないし近親者の視座から与えられており、評価には愛情・諦念・ノスタルジーといったドメスティックな感情が色濃く反映されている。

### 定義
オカンアートの定義の一例を挙げる。
1. 基本的に、非常に役に立つとは言い切れないが勢いはある
2. いらないものの再利用（眠った子を起こす）
3. 飾る場所に困る。飾るときはビニールに入れたままにしたりする
4. 部屋のあらゆる場所に侵攻してくる
5. センスが良いなど気にせず、セメントのズレなんかも気にしない
6. なのに、暖かみだけは、熱いほどある
7. 作りすぎて置き場がなくなり、人への配布をスタートする
8. 置いた瞬間、どんなにおしゃれな部屋ももっさりさせる破壊力大
9. とぼけた顔にイラッと来るか、なごまされるかはあなた次第
10. フィーリングで作るキティとドラえもんは危険

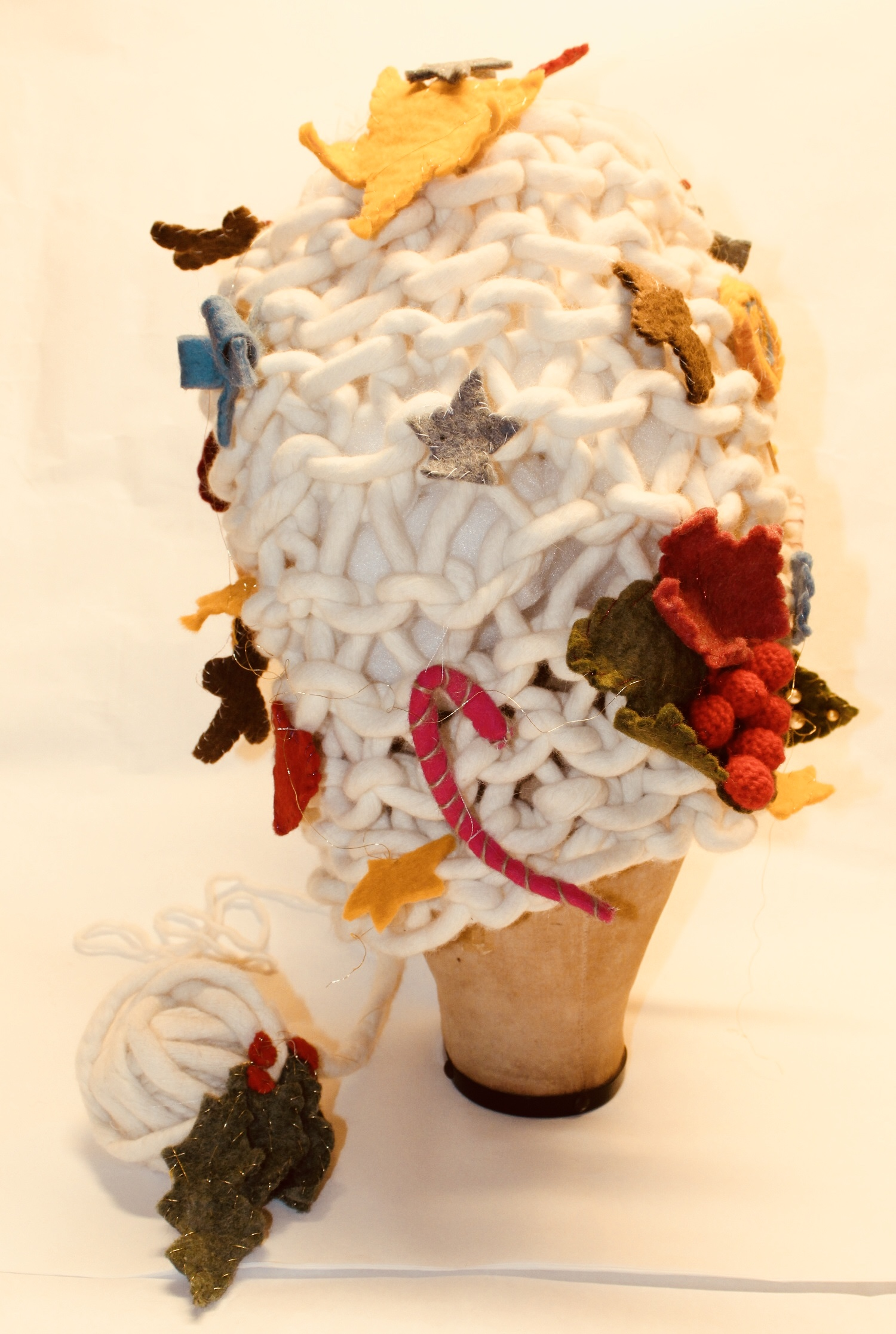
手芸作品（帽子）
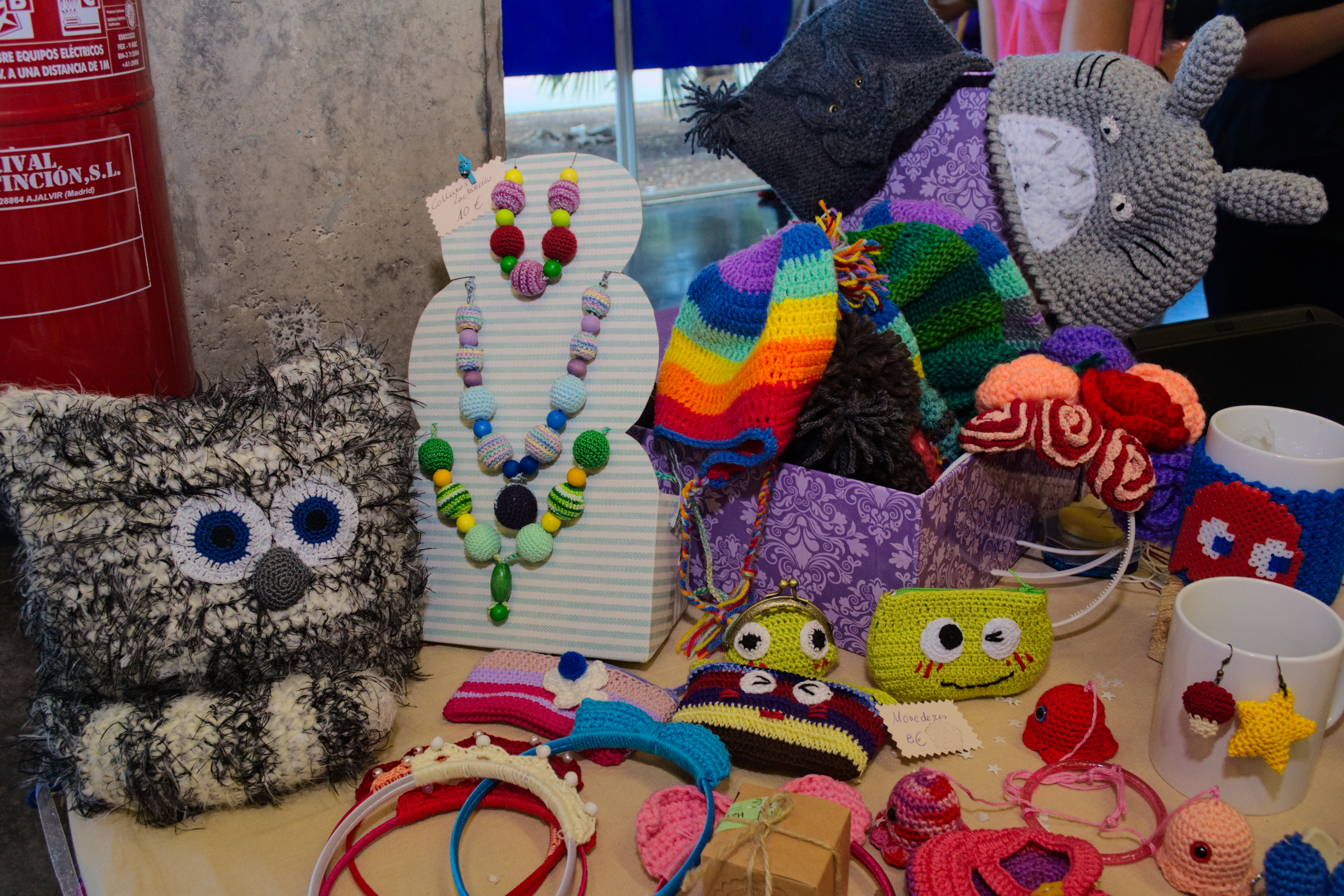
あみぐるみ作品
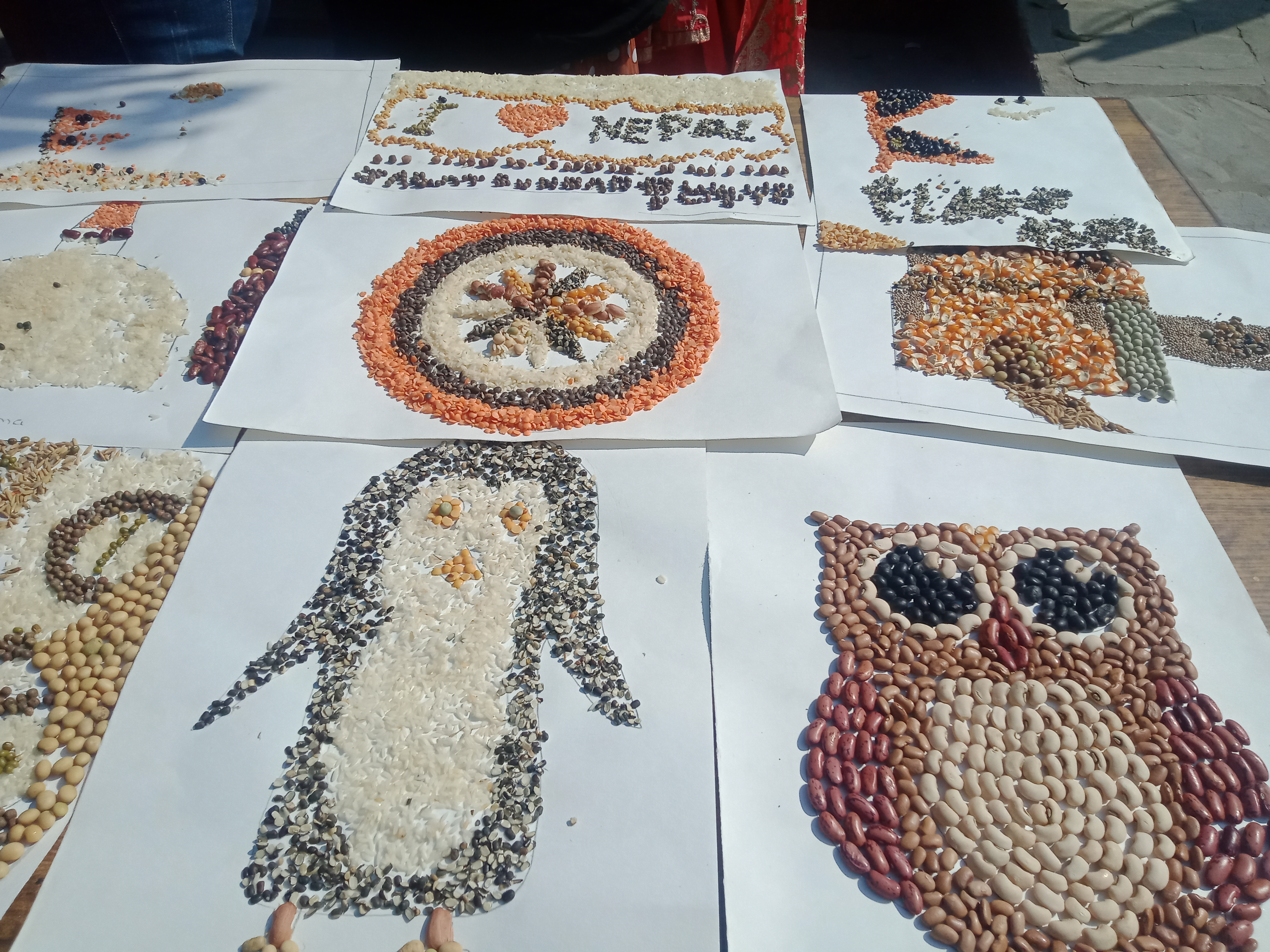
豆を使った絵画作品
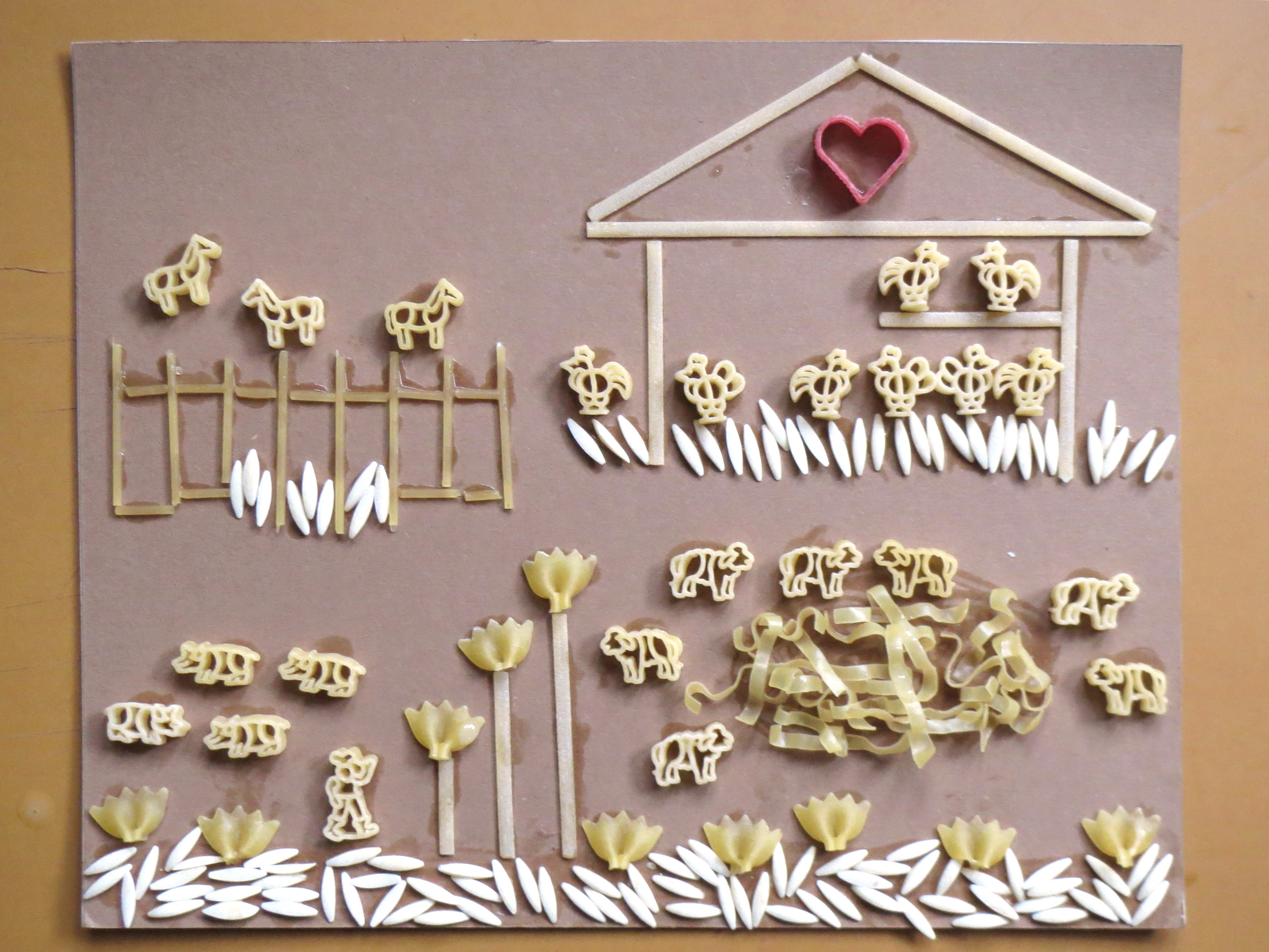
マカロニを使った絵画作品